# Bagat
Bagat (en francès Bagat-en-Quercy) és un antic municipi francès, situat al departament de l'Òlt i a la regió d'Occitània.
El municipi tenia Bagat com a capital administrativa, i també comptava amb els agregats de la Cotura, Folmont, Vilard, Pichòt, Botet, las Boïgas i Morgas.
El 2019 es va fusionar amb els municipis veïns de Sent Daunès i Sent Pantalion per a formar el nou municipi de Sent Daunès, Sent Pantalion e Bagat.

## Demografia
| 1962                                       | 1968 | 1975 | 1982 | 1990 | 1999 | 2007 |
| ------------------------------------------ | ---- | ---- | ---- | ---- | ---- | ---- |
| 129                                        | 182  | 198  | 211  | 186  | 192  | 187  |
| Des de 1962: població sense dobles comptes |      |      |      |      |      |      |

## Administració
| Període | Identitat       | Partit |
| ------- | --------------- | ------ |
| 2001-   | Bernard Fournié |        |